# Edward Bryk
Edward Bryk (ur. 25 lutego 1923 w Poznaniu, zm. 14 lipca 1991) – polski lekarz, okulista, profesor Akademii Medycznej w Krakowie, pisarz i malarz.

## Życiorys
Szkołę powszechną ukończył w Zborówku, dokąd przeniosła się jego rodzina. Jeszcze przed wybuchem wojny uczęszczał do gimnazjum w Tarnowie. Maturę zdał na tajnych kompletach w 1942. W konspiracji zaliczył pierwszy rok historii na Uniwersytecie Jagiellońskim. Był żołnierzem Związku Walki Zbrojnej oraz Armii Krajowej (dowódca plutonu). W 1944 aresztowany przez NKWD. Uciekł z transportu w głąb ZSRR i wrócił do Polski. 
Pod zmienionym nazwiskiem rozpoczął studia medyczne w Lublinie. Po ponownym aresztowaniu przeniósł się na medycynę do Krakowa, gdzie uzyskał absolutorium w 1949. Stopień doktorski uzyskał w 1951, a habilitację w 1978, w 1988 otrzymał tytuł profesora nadzwyczajnego. W 1955 został usunięty ze względów politycznych z Krakowa i pracował krótko jako ordynator oddziału okulistycznego w Starachowicach, skąd wrócił ponownie do Krakowa w 1956, gdzie zorganizował pracownię badań dna oka a z czasem awansował na stanowisko ordynatora Oddziału Okulistycznego Szpitala Miejskiego.
Poza pracą zajmował się także malarstwem. Studiował u profesora krakowskiej ASP Jerzego Fedkowicza i w prywatnej szkole Alfreda Terleckiego. Autor polskiej sagi chłopskiej Eden i Hades, rozgrywającej się przed II wojną światową we wsi koło Pacanowa.

## Praca badawcza i publikacje
W pracy badawczej zajmował się m.in. dynamiką stwardnienia tętnic siatkówki, autoregulacją krążenia krwi w naczyniach siatkówki oraz rozwojem mikrozawału w siatkówce. 
Autor szeregu monografii naukowych:
- „Dno oka w cukrzycy” (wyd. 1979, ISBN 978-83-200-0077-1)
- „Dno oka w nadciśnieniu tętniczym” (wyd. 1983, ISBN 978-83-200-0659-9)
- „Dno oka w chorobach pozaukładowych” (wyd. 1989, ISBN 978-83-200-1115-9)

## Odznaczenia
Odznaczony m.in. Krzyżem Kawalerskim Orderu Odrodzenia Polski oraz Krzyżem Partyzanckim.